# Condado de la Alcarria

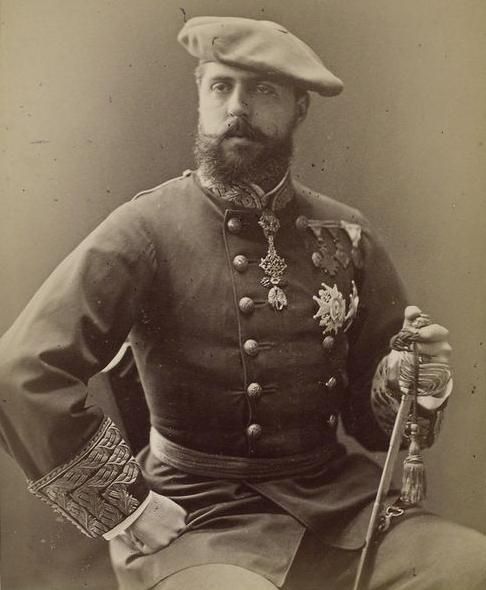
Carlos María de Borbón, pretendiente carlista al Trono de España como Carlos VII.

El condado de la Alcarria es el título de incógnito que utilizó durante un breve período de tiempo Carlos María de Borbón y que abandonó en 1868 cuando recibió los derechos dinásticos de su padre, Juan de Borbón y Braganza, pretendiente carlista al Trono de España como Juan III. Tras este hecho, Carlos María se convirtió en el nuevo pretendiente, usando a partir de entonces el título de duque de Madrid.